# Étienne Delessert (Illustrator)

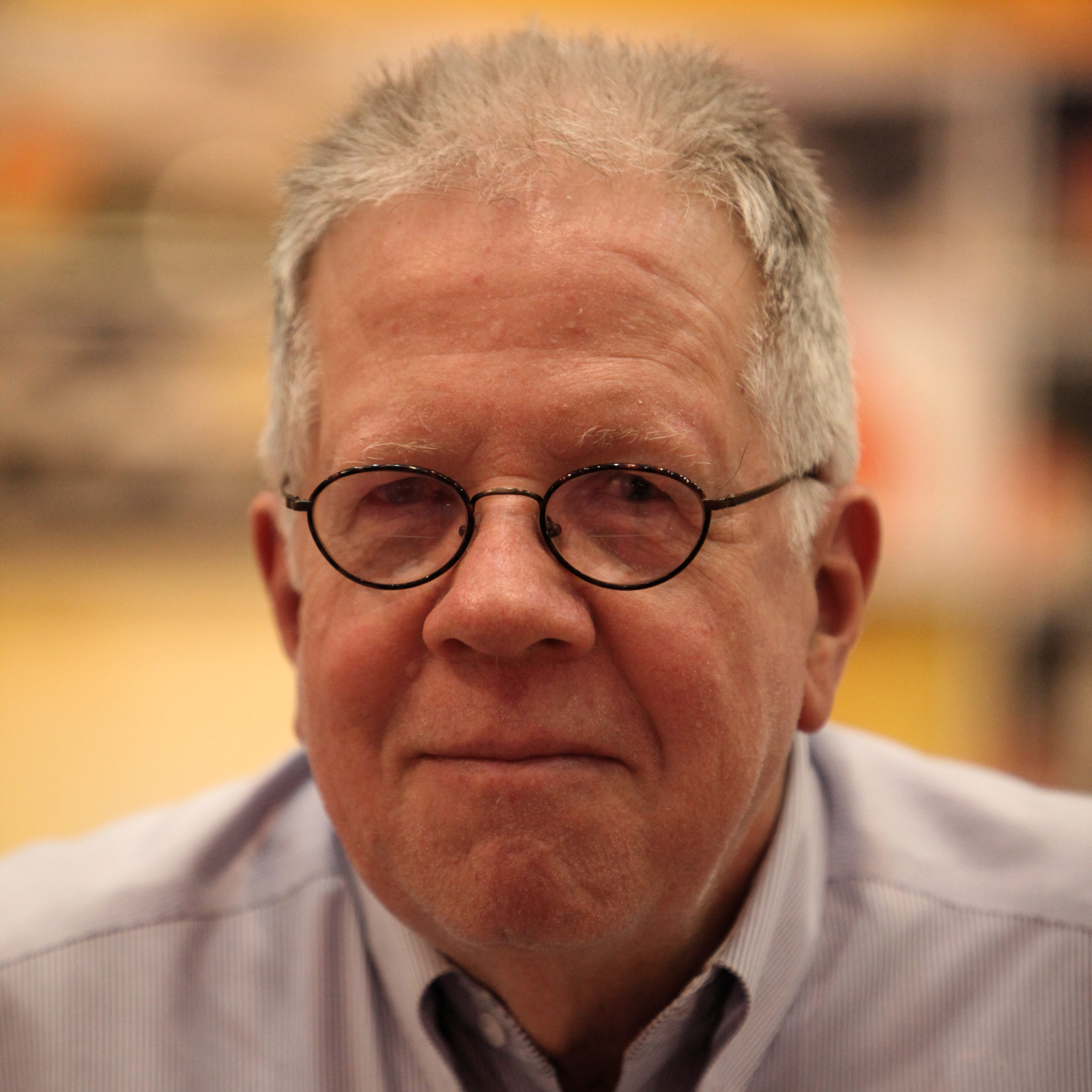
Étienne Delessert, 2011

Étienne Delessert (* 4. Januar 1941 in Lausanne; † 21. oder 22. April 2024 in Lakeville, Connecticut) war ein Schweizer Autor, Maler, Illustrator, Grafiker und Zeichner, der seit den 1960er Jahren als Kinderbuchautor und Kinderbuchillustrator in Europa und den USA tätig war.

## Leben
Delessert arbeitete von 1959 bis 1974 als Werbegrafiker in der Schweiz, Paris und in New York City, USA. 1967 erschien sein erstes Buch Sans fin la fête (englisch: The Endless Party, deutsch: Die lange Reise der Tiere). Weitere erfolgreiche Kinderbücher entstanden aus einer Zusammenarbeit mit Eugène Ionesco und Jean Piaget. Bis heute hat Delessert
über 80 Bücher illustriert, von denen einige in 14 Sprachen übersetzt wurden.
In den 1970er Jahren produzierte Delessert für das Schweizer Fernsehen eine Kinderreihe Yok-Yok. Diese Reihe wurde 1979 vom Verlagshaus Gallimard in Paris als Comicstrips verlegt. 1993 wurde die Reihe neu vom US-amerikanischen Verlag Creative Education aus Mankato, Minnesota aufgelegt. Ab 2011 folgte der Verlag Gallimard jeunesse mit einer Neuauflage in französischer Sprache.
2023 schenkte er dem Kanton Waadt rund 200 Werke, die auf verschiedene Institutionen, darunter das Musée cantonal des Beaux-Arts de Lausanne, verteilt wurden.
Delessert war sowohl Schweizer als auch US-amerikanischer Staatsbürger. Er lebte seit fast 40 Jahren in Lakeville (Connecticut). Dort starb er im April 2024 im Alter von 83 Jahren an Krebs.  Er war verheiratet und hatte einen Sohn.

## Auszeichnungen und Preise
- 1979: Plakette der Biennal of Illustrations Bratislava, Bratislava, damals Tschechoslowakei.
- 1981: Premio Grafico der Weltkinderbuchmesse in Bologna, Italien.
- 1989: ein weiterer Premio Grafico.
- insgesamt dreizehn goldene und zwölf Silbermedaillen der Society of Illustrators.
- 1996: Hamilton King Award.
- 2010: in der Endausscheidung für den Hans Christian Andersen-Preis.
- 2023: Schweizer Grand Prix Design

## Veröffentlichungen
Illustrationen
- Anne van der Essen: Yok-Yok. 12 Teile. Middelhauve, Köln 1979 bis 1981.
- Anne van der Essen: Die Maus und was ihr bleibt: Ein Umweltbuch für Kinder. Middelhauve, Köln 1977, ISBN 3-7876-9680-6.
- Anne van der Essen: Die Maus und der Lärm: Ein Umweltbuch für Kinder. Middelhauve, Köln 1975, ISBN 3-7876-9500-1.
- Eugène Ionesco: Geschichten für Kinder unter drei Jahren. Deutsch von Herbert Asmodi.
  - Geschichte Nummer 1, 3. Auflage. Middelhauve, Köln 1973, ISBN 3-7876-9170-7.
  - Geschichte Nummer 2, Middelhauve, Köln 1971.
- Eugène Ionesco: Papa, erzähl mir eine Geschichte. Middelhauve, Köln 1978, ISBN 3-7876-9760-8.
- Adrienne Soutter-Perrot: Das Wasser: Wo? Warum? Wann? Wie?. Insel Verlag, Frankfurt am Main 1981, ISBN 3-458-04894-4.
- Jacques Chessex: Des cinq sens.
  - ins Deutsche übersetzt von Marcel Schwander: Die fünf Sinne. Roth und Sauter, Denges-Lausanne 1983.

Autobiografie
- L’Ours bleu. Mémoires d'un créateur d’images. Slatkine Éditions, Genf 2015, ISBN 978-2-832106648.

In deutscher Sprache
- Die lange Reise der Tiere. Büchler, Wabern 1969.
- mit Jean Piaget: Dann fiel der Maus ein Stein auf den Kopf, so fing sie an, die Welt zu entdecken. Übersetzt von Gert Loschütz. Middelhauve, Köln 1973, ISBN 3-7876-9360-2.

Neuerzählungen
- Die Schöne und das Tier: ein französisches Märchen. Neuerzählt von Ludwig Askenazy. Middelhauve, Köln 1984, ISBN 3-7876-9181-2.

## Ausstellungen
- 1975: Retrospektive, Musée des Arts décoratifs, Paris.
- 1991: Palazzo delle Esposizioni, Rom.
- 1997: Olympisches Museum, Lausanne. Später Museum des School of Visual Arts, New York City.
- 2013: Étienne Delessert: Plein Cadre, École Estienne, Paris.